# سينتوريون (دبابة)
دبابة سنتوريون (بالإنجليزية: Centurion tank)‏ هي دبابة بريطانية، وهي دبابة القتال الرئيسية للمملكة المتحدة. تم تطويرها في نهاية الحرب العالمية الثانية إلا أن إنتاجها بدء في وقت متأخر، مما حال دون مشاركتها في هذه الحرب.
دخلت السنتوريون مرحلة الإنتاج عام 1945 لتدخل بعدها الخدمة لدى الجيش البريطاني إضافة إلى الدول الأخرى التي صدرت لها دبابات السينتوريون.
يبلغ وزن دبابة السينتوريون حوالي 52 طن متري بدرع تبلغ سماكته قرابة الـ 150 ملم وقد جهزت بمحرك يولد طاقة إجمالية تقدر بـ 650 حصان وتبلغ السرعة القصوى المحققة قرابة 34 كم، السلاح الأساسي هو مدفع رئيسي من عيار 105 ملم ورشاش آلي للآمر، ويتألف طاقم الدبابة من 4 أفراد آمر وسائق وسادن ومدفعي.

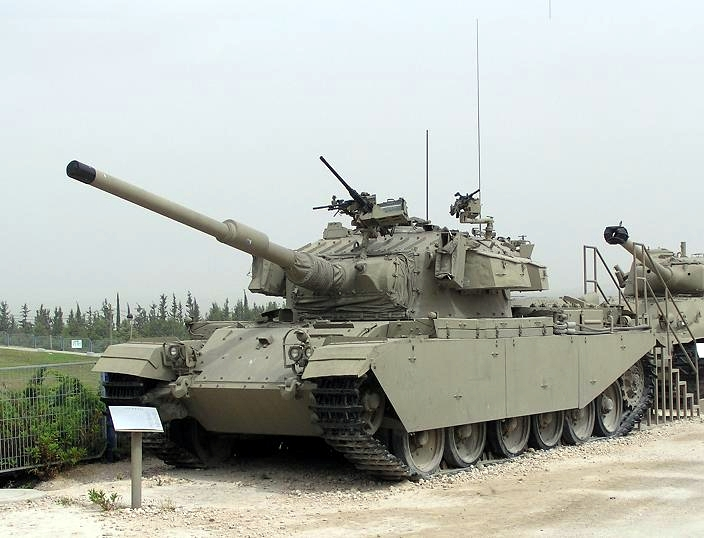

«شوط» هو اسم الدبابة في الجيش الإسرائيلي.

## سمات عامة
أصل السنتوريون في مفرزة وزارة الحرب البريطانية من عام 1943، عندما احتاجت إلى دبابة طرادة تخلف الكرومويل. واستمر العمل على تطوير الدبابة حتى 1945. وتم تصنيع 6 نماذج أولية، أرسلت في مايو من نفس العام لجولة تعارف مع جميع وحدات المدرعات البريطانية، التي كانت متمركزة في ألمانيا وفي البلدان المنخفضة في ذلك الوقت. وكانت ردود الفعل على هذه الدبابة إجابية كما كان متوقعاً، نتيجة أنه أصبح للبريطانيين لأول مرة منذ بداية الثلاثينيات، دبابة جديرة باسمها. والسينتوريون تزن أكثر من 40 طن بسبب الدرع السميك جداً (118-17 ملم)، وكان التسليح الرئيسي هو مدفع 17 رطل (76.2 ملم)، الذي أثبت نفسه كقادر على اختراق الدبابة الألمانية أثناء الحرب (خاصة تايجر 2), من مسافة تزيد عن 1000 متر. وكانت نقطة الضعف الأساسية تتمثل في سرعتها المنخفضة، الناتجة عن الجمع ما بين الوزن الثقيل نسبياً والمحرك الضعيف. أضف إلى ذلك مدى العمل كان قصير جداً.
في عام 1949 دخلت الدبابة إلى الخدمة. وتم تصنيع حوالي 4000 دبابة سينتوريون من 13 موديل رئيسي. والتطويرات على مدار السنين تضمنت تغيير المدفع إلى مدفع 20 رطل (83.4 ملم)، ثم إلى مدفع 105 ملم L7 . وتم إضافة منظومات رؤية ليلية وكشافات أشعة تحت الحمراء. كما أضيفت منظومات حماية من أسلحة الدمار الشامل ومنظومة مراقبة إطلاق نار متطورة. وكان آخر موديل تم تصنيعه من سينتوريون هو طراز 13. وخدمت في العديد من الجيوش في العالم، بما في ذلك جيش الأردن، وجيش سنغافورا، وجيش جنوب أفريقيا والجيش الإسرائيلي (أنظر التفاصيل لاحقا). معظم الدول التي تستخدم السينتوريون حالياً تستخدم دبابات تم إضافة محرك ديزل لها، وتم تطوير منظومة مراقبة إطلاق النار. ووجود هذه الدبابة حتى يومنا هذا، رغم مرور أكثر من 60 عاماً على بدء تطويرها، يدل على الكفاءة الممتازة لتصميمها الأساسي.

## شوط / شوط قال / شوط باراك-أور

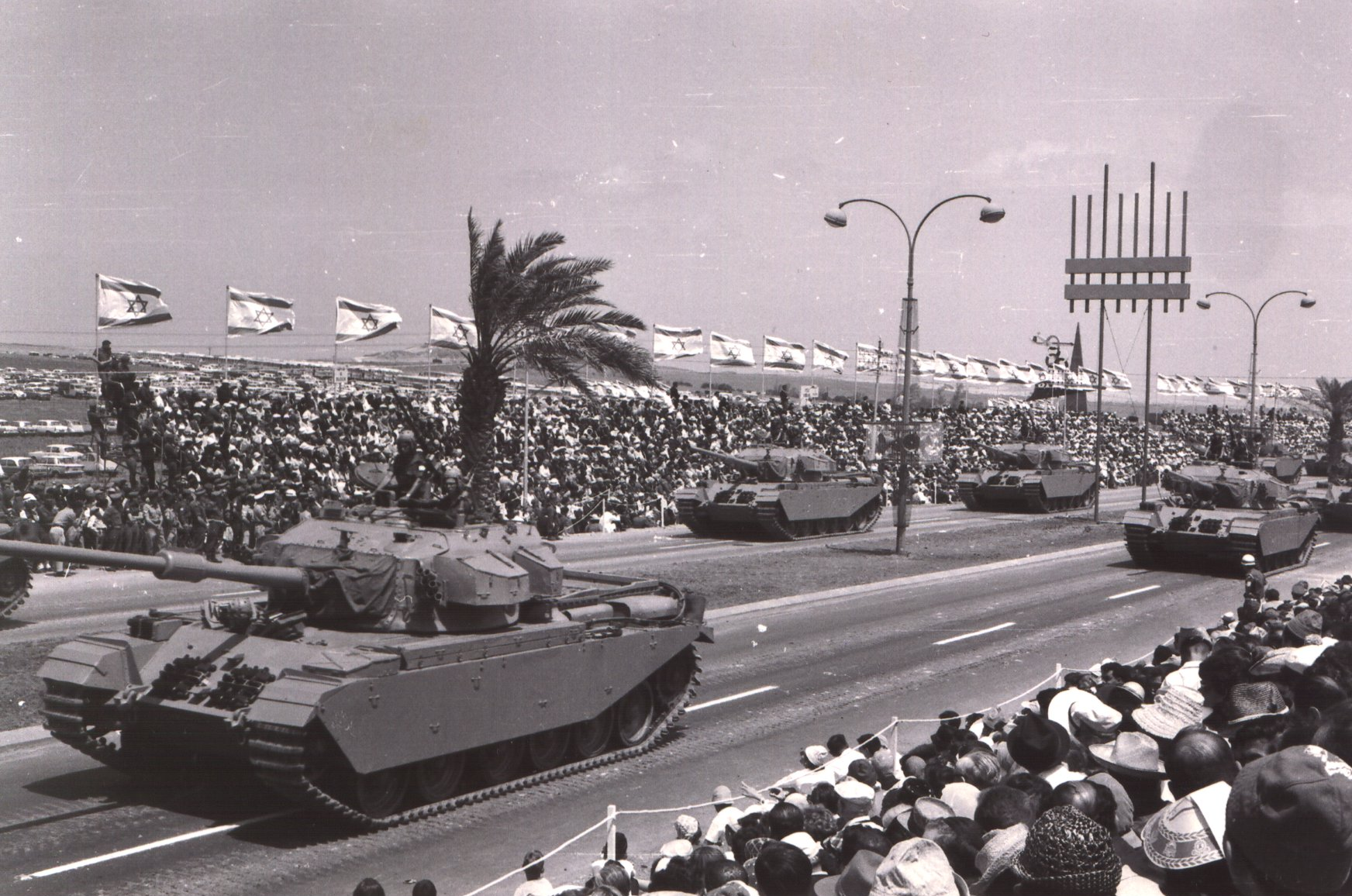

شوط هو الاسم الذي أطلق على سينتوريون عندما دخلت الخدمة في سلاح المدرعات بالجيش الإسرائيلي في عام 1959.
اشترى الجيش الإسرائيلي دبابات سينتوريون 3 و 5. ولعبت الدبابة دوراً في حرب 67 (حوالي 400 دبابة)، وتم خلالها أيضا سلب عشرات الدبابات السينتوريون الأردنية، وشاركت في حرب أكتوبر (أكثر من 1000 دبابة). وبين كلا الحربين (1970) مرت الدبابات بتطويراً شاملاً تضمن وضع محرك ديزل من إنتاج «كونتيننتال» بدلاً من محرك البنزين الأصلي (وذلك نتيجة لأن البنزين في المحركات الأصلية جعل الدبابة ذات قابلية أكبر نسبياً على الاشتعال)، وتم تغيير اسم الدبابة المعدلة من «شوط» إلى «شوط قال».
الاسم شوط أصبح يدل على الدبابة شوط ذات محرك البنزين. وكان هناك محرك آخر لهذه الدبابة، كان مركباً من ماكينة موريس. وهذا المحرك استخدم دينمو كهربائي لشحن البطارية عندما لا يعمل المحرك الرئيسي. والاسم شوط قال أطلق على الدبابات ذات محرك الديزل «الكونتيننتال». وهذا الاسم مكون من الحرفين الأول والأخير من اسم المُصنع.
ولاحقاً تم تطوير جزء من الدبابات وفق مواصفات «باراك-أور» (شوط 4). وهي شوط قال أضيفت إليها درع تفاعلي من نوع بليزر، وأكمام حرارية، وقاذفات قنابل دخان.
واستمرت دبابات شوط قال وباراك أور في الخدمة النظامية بالجيش الإسرائيلي في اللواء 188 إلى أن تم استبدالها في عام 1992 بالدبابة ميركافا 3 المتطورة. وانتقلت الدبابات إلى الخدمة في أولويه الاحتياط حتى عام 2002 وهو العام الذي خرجت فيه آخر الدبابات شوط من الخدمة في الجيش الإسرائيلي.

## حاملات جنود مدرعة إسرائيلية مؤسسة على الدبابة شوط

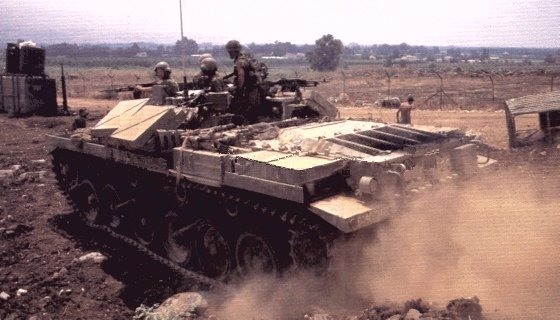

أرضية الدبابة شوط السميكة والثابتة أدت إلى تحويل عدد من الدبابات إلى حاملة جنود مدرعة، من خلال إزالة البرج وإضافة درع ثقيل.
طرازات حاملات الجنود المصنعة على قاعدة الدبابة شوط:
- بومه (اختصار لـ مقتحم موانع هندسية)- حاملة جنود مدرعة خاصة بالهندسة القتالية مسلحة بعدة رشاشات ماج أحدها هو ماج رفائيل الذي يسمح بإطلاق النار، والضبط والتشغيل من داخل المدرعة، ومسلحة بقاذفات دخان. وتحتوي أيضا على وسائل هندسية. فأحياناً تكون مزودة بشوكة أو نظام كسح ألغام (محراث، مفاعل خارجي وغيرها) وتتضمن في الغالب منظومات حماية ضد أسلحة الدمار الشامل. وهي موجودة في الخدمة في سلاح الهندسة القتالية.
- نجمشوط/نجمحون/نكفدون- ثلاثة أجيال من حاملات الجنود المدرعة التي يستخدمها سلاحي المشاة والهندسة القتالية، واستخدمت في الأساس في حرب لبنان عقب زيادة العبوات الناسفة.

واليوم يستخدم الجيش الإسرائيلي في المناطق الفلسطينية وعلى الحدود الشمالية. وهي مسلحة برشاشات وقاذفات دخان. هذا وقد اكتسبت النجمحون شهر واسعة كحاملة جنود مدرعة خلال فترة الانتفاضة الثانية، بفضل درع البطن وبرج المراقبة العلوي السلبي. وفي النكفدون تم إضافة سقف مضاد للنيران المسطحة أو عاموديه المسار (قذائف الهاون والقناصة).
- نجمفوف –عربة مراقبة مدرعة تخدم في سلاح الاستطلاع القتالي.
- نكفومه-نكفدون مزود بباب تفريغ أمامي مخصص لوحدات سلاح الهندسة القتالية.